# 692 Hippodamia
A 692 Hippodamia (ideiglenes jelöléssel 1901 HD) egy kisbolygó a Naprendszerben. Max Wolf és August Kopff fedezte fel 1901. november 5-én.